# Roland Gnaiger
Roland Gnaiger (* 18. Juli 1951 in Bregenz, Vorarlberg) ist ein österreichischer Architekt und emeritierter Universitätsprofessor.

## Leben
Roland Gnaiger wuchs in Bregenz und Bad Goisern auf. Nach der Absolvierung der Höheren Technischen Bundeslehranstalt Krems studierte er von 1971 bis 1977 bei Ernst Plischke und Roland Rainer an der Akademie der bildenden Künste Wien und an der Technischen Universität Eindhoven. 1979 gründete er sein eigenes Architekturbüro in Doren im Bregenzerwald, welches er Anfang der 1990er Jahre nach Bregenz verlegte. In dieser Zeit plante er Einfamilienhäuser, Wohn- und Freizeitbauten, realisierte international publizierte Schlüsselbauten wie die Schule in Warth oder den Landwirtschaftsbetrieb Vetterhof in Lustenau und etablierte sich als ein maßgeblicher Vertreter der Vorarlberger Baukünstler.
Einer breiten Öffentlichkeit bekannt wurde Gnaiger in den 1980er Jahren durch seine wöchentliche Sendung Plus-Minus (151 Beiträge) im Fernsehprogramm des Österreichischen Rundfunks. Darin befasste er sich kritisch mit Baukultur und verhalf so der zeitgenössischen Architektur Vorarlbergs zu erhöhter Aufmerksamkeit innerhalb der Bevölkerung.
Von 1996 bis 2019 war Gnaiger Professor und Leiter der Architekturausbildung an der Universität für künstlerische und industrielle Gestaltung Linz. Unter seiner Führung wurden dort mit dem Masterstudiengang Überholz sowie dem Werkstudio BASEhabitat Programme etabliert, die der Universität internationales Renommee einbrachten.
Gnaiger war Initiator und Vorsitzender der Jury des österreichischen Staatspreises für Architektur und Nachhaltigkeit. Zudem war er zwischen 2000 und 2019 Beiratsvorsitzender des Vereins Landluft und leitete während dieser Zeit die Jury des Baukulturgemeinde-Preises.
Heute zählt Gnaiger zu einem der vielseitigsten und anerkanntesten Architekten Österreichs. Er hat zahlreiche Schlüsselbauten der Neuen Vorarlberger Bauschule realisiert und gewann viermal den Österreichischen Bauherrenpreis. Durch seine zahlreichen Vorträge, Interviews, Ausstellungsbeiträge und Juryteilnahmen hat er überdies weit über die Architekturszene hinaus Aufmerksamkeit erlangt.

## Werk

### Bauten (Auswahl)
- 1991 Sanierung der Villa Heimann-Rosenthal / Jüdischen Museums, Hohenems[9]
- 1992 Volks- und Hauptschule, Warth[10]
- 1996 Landwirtschaftsbetrieb Vetterhof, Lustenau[11]
- 1998 Atriumhaus Rosenstraße, Dornbirn (mit Udo Mössler)[12]
- 2001 Kindergarten In der Braike, Bregenz (mit Gerhard Gruber)[13]
- 2006 REKA Feriendorf, Urnäsch (mit Dietrich/Untertrifaller)[14]

### Texte und Essays (Auswahl)
- 1999 Die Region ist ein Fluss[15]
- 2004 Emanzipierte Emotionen - Holz als Vehikel zur Baukultur[16]
- 2009 Weites Feld und bunte Wiesen[17]
- 2015 Häuser in Resonanz bringen[18]
- 2016 Das Nichts ist die Essenz[19]
- 2019 In Einheit mit Sonne und Stein[20]
- 2020 Her mit der Schönheit![21]

### Publikationen und Herausgeberschaft
- 1993 Otto Kapfinger – Schule in Warth[22]
- 2002 Ausstellungskatalog Möbel für Alle (mit Adolph Stiller)[23]
- 2012 Die Architektur an der Kunstuniversität Linz : ein Bericht[24]
- 2015 Friedrich Achleitner – Friedrich Achleitners Blick auf Österreichs Architektur nach 1945[25]
- 2016 Dietmar Steiner – Steiner's diary: über Architektur seit 1959[26]
- 2020 Roland Gnaiger – Sehen, was ist – Ein Gespräch und drei Texte zum Land[27]

### Ausstellungsbeteiligungen (Auswahl)
- 2005 Konstruktive Provokation: Neues Bauen in Vorarlberg (Wanderausstellung; u. a. in Paris und Wien)[28]

- 2018 Getting Things Done: Evolution of the Built Environment in Vorarlberg (Wanderausstellung; u. a. in Rio de Janeiro, Nancy und Tallinn)[29]
- 2018 Das Beste aus Plus-Minus – Architekturkritik im Fernsehen | Eine Retrospektive (Vorarlberger Architekturinstitut)[30]

## Auszeichnungen (Auswahl)
- 4 × Österreichischer Bauherrenpreis
  - 1993 Schule in Warth
  - 1996 Vetterhof Lustenau
  - 2001 Atriumhaus Rosenstraße
  - 2002 Kindergarten In der Braike
- 1992 Architekturpreis Neues Bauen in den Alpen
- 1994 und 1998 Vorarlberger Landesbaupreis[1]
- 2003 Nominierung Mies van der Rohe Award[31]
- 2007 Energy Globe Award[32]
- 2019 Staatspreis für Architektur und Nachhaltigkeit (Lebenswerk)[33]
- 2020 Kunstwürdigungspreis der Stadt Linz (Architektur und Stadtgestaltung)[34]